# Julien Pondé
Julien Pondé (?, 1982) is een Frans componist, muziekpedagoog, dirigent, trompettist en cornettist.

## Levensloop
Pondé kreeg van 1988 tot 1996 muzieklessen aan de École de musique d'Artigues in Artigues-près-Bordeaux. Vervolgens studeerde hij van 1997 tot 2003 aan het Conservatoire National de Région Centre "André Malraux" in Bordeaux. Aldaar behaalde hij onder andere een gouden medaille voor ensemble-muziek. In 2001 werd hij trompettist en cornettist in de Musique des Forces Aeriennes de Bordeaux in Mérignac (Gironde). 
Sinds 2002 is hij dirigent van het Orchestre symphonique des jeunes de l’UDEM 33 en eveneens docent aan de muziekschool Sainte-Hélène (Gironde) en Ambarès-et-Lagrave. 
Als componist schreef hij werken voor verschillende ensembles. In 2004 won hij een 3e prijs tijdens het Concours de composition de la Confédération Musicale de France. 

## Composities

### Werken voor orkest
- Catar, voor orkest
- Combat per tostemps, voor orkest
- Une Etoile est née, voor orkest

### Werken voor harmonieorkest
- 2004 La vielle Horloge, voor harmonieorkest

### Kamermuziek
- 2005 Le bois du xylo, voor xylofoon en piano
- 2005 Vie au long, voor viool en piano
- 2006 Les bas guettent , voor slagwerk en piano
- 2006 Trompettistique, voor trompet (of cornet) en piano
- 2009 Il etait une caisse, voor kleine trom en piano
- C'est claire, voor kleine trom en piano
- Il était une caisse, voor kleine trom en piano
- Percus sons, voor slagwerk en piano
- To Infinity, voor trompet en piano
- Trompinette, voor trompet en piano
- Une nouvelle famille, voor slagwerk en piano

### Werken voor piano
- 2006 Rencontre
- Ballade de nuit

- Bibliothèque nationale de France: cb14846956g (data)
- Gemeinsame Normdatei: 1265588007
- International Standard Name Identifier: 0000 0000 1116 2399
- Virtual International Authority File: 17492055